# Ctenodrilus serratus
Ctenodrilus serratus é uma espécie de anelídeo pertencente à família Ctenodrilidae.
A autoridade científica da espécie é Schmidt, tendo sido descrita no ano de 1857.
Trata-se de uma espécie presente no território português, incluindo a sua zona económica exclusiva.